# Троицкий (Архангельская область)
Тро́ицкий — упразднённый хутор в Архангельской области. В рамках административно-территориального устройства относился к Соловецкому району, в рамках организации местного самоуправления входил в состав Соловецкого сельского поселения Приморского района.

## География
Располагался в северо-западной части острова Анзерский. К юго-востоку от хутора расположен Свято-Троицкий Анзерский скит.

### Часовой пояс
Троицкий, как и вся Архангельская область, находится в часовой зоне МСК (московское время). Смещение применяемого времени относительно UTC составляет +3:00.

## Население
| 2002 | 2010 | 2012 |
| ---- | ---- | ---- |
| 0    | ↗16  | ↘0   |

Согласно результатам переписи 2002 года, в национальной структуре населения русские составляли 87 %.